# 根使主
根使主（ね の おみ、生年不明 - 推定470年（雄略天皇14年4月））は『記紀』などに伝わる古代日本の豪族。坂本臣（おみ）の祖。『古事記』では根臣。姓は臣（使主）。

## 出自
坂本氏は、『古事記』孝元天皇段によると、建内宿禰の子は九人とあり、「次に木角宿禰は〔木臣、都奴臣、坂本臣の祖〕」と記している。『新撰姓氏録』「河内国皇別」によると、摂津国皇別によると、「坂本臣」氏は「紀朝臣同祖、彦太忍信命孫武内宿禰命之後也」とあり、和泉国皇別では、「坂本朝臣」氏は「紀朝臣同祖、建内宿禰男紀角宿祢之後也、男白城宿禰三世孫建日臣。因レ居賜二姓坂本臣一」、「左京皇別」では、「坂本朝臣」は「紀朝臣同祖、紀角宿禰男白城宿禰之後也」とある。
『和名類聚抄』によると、和泉国和泉郡坂本郷（現在の大阪府和泉市阪本町あたり）が発祥の地となっている。
一族には、河辺瓊缶の妻、甘美媛、丁未の乱にも参加し、601年（推古天皇9年3月5日）には天皇の命で任那救援のために、大伴噛とともに朝鮮半島に派遣された坂本糠手、壬申の乱の功績で小紫を送られた坂本財らがいる。

## 経歴
『日本書紀』巻十三によると、推定454年、安康天皇は大泊瀬皇子（おおはつせ の みこ、のちの雄略天皇）のために大草香皇子（おおくさか の みこ）の妹、草香幡梭姫皇女（『古事記』では若日下王）を妃としようとして、坂本臣の祖先である根使主を派遣し、当時病がちであった大草香皇子は、妹の今後を考え（『古事記』ではこのような勅命もあろうかと思って大切に育てていた、となっている）、「押木玉縵」（おしきのたまかずら）をつけて結納品とした。根使主は玉縵の見事さに魅了され、天皇に差し出さずに着服し、嘘を言って、大草香皇子を死に追いやった。『古事記』では、ここまでで話が終わっている。
それから16年後、『書紀』巻第十四によると、推定470年、雄略天皇は呉織・漢織らを連れて来日した呉（くれ、中国の南朝）の使節をもてなすべく、誰を共食者（あげたげびと）にするかと群臣に尋ねたところ、満場一致で根使主だと言うことになった。根使主の接待ぶりを見張るべく、密かに舎人を遣わした雄略天皇は、根使主のつけていた玉縵が立派で以前にも着用していた、という報告を受けた。興味を持った天皇は、饗宴の時の服装を同じなりを根使主にさせて、引見した。その時、皇后となっていた草香幡梭姫皇女は、根使主の玉縵がかつて兄が自分のために贈ってくれた玉縵と同じものであると証言した。根使主は天皇の怒りを恐れ、そのことを認め、天皇は、「以後、根使主を『子子孫孫八十聯綿』（うみのこやそつづき）に、群臣の列に加えてはならぬ」と命じ、斬り殺そうとした。根使主は逃亡し、日根に到着して稲城をつくって防戦したが、官軍に敗北し殺された。
天皇は根使主の罪を断罪し、同時に兄の先帝の過ちを謝罪するために、根使主の子孫を2つに分け、1つを皇后のための名代である大草香部の部民とした。もう1つを茅渟県主（ちぬ の あがたぬし）に与えて、「負嚢者」（ふくろかつぎのもの）とされた。さらに大草香皇子に殉死した難波吉士日香蚊にカバネを与えて、大草香皇子の名に由来する「大草香部吉士」と名乗らせた、という。
以上のような措置をしたにもかかわらず、根使主の遺児である小根使主（おね の おみ）は、
という自慢を寝物語にしたので、天皇はそのことを確認した上で小根使主を殺したという。
684年（天武天皇13年）、八色の姓で坂本臣一族は朝臣を賜姓されている

## 考証
この時の「呉」の使節の迎接方法であるが、「呉（くれ）の客（まろうど）の道を造りて磯歯津路（しわつのみち）に通（かよわ）す。呉坂（くれさか）と名（なづ）く」とあり、『隋書』東夷伝倭人条にある、「今故（ことさら）に道を清め館を飾り、以て大使を待つ」と倭王が述べている箇所と対応している。これは律令時代の貴族による作文ではなしに、何らかの史実に基づいており、倭王武に比定される雄略天皇が接待に留意していたことを窺わせる。天皇が根使主の動静を舎人に監視させたとあるところから、天皇自身が外国の使節と直接対面していないことが分かり、邪馬台国の卑弥呼とも同じ形式であることが分かる、と田島公は述べている。
遣隋使歓迎の記述を見て行くと、額田部比羅夫が75匹の「荘馬」（かざりうま）を海石榴市（つばきち）の術（ちまた）に並べたとあり、比羅夫は礼（いや）の辞（こと）を申し上げる任にもあたっている。則ち、外国の使節を迎えるためには、何らかの装飾品を有し、衣裳も荘厳なものでなければならなかったという事情が見えてくる。「押木玉縵」を所有していた根使主が何度も饗応役に選ばれているのにも、国際関係上の倭国の位置を視覚的に誇示する必要性があったのではないか、と武田佐知子は述べている。
根使主及び一族の処罰であるが、『魏志』東夷伝倭人条によると、「その法を犯すや、軽き者はその妻子を没し、重き者はその門戸及び相續を没（滅）す」とあり、同東夷伝の夫余条の「刑を用うること厳急にして、人を殺したる者は死せしめ、其の家人を没して奴婢と為す。一を窃盗せるは責むること十二」とあることや、高句麗条の「牢獄無し。罪有れば諸加（しょか＝もろもろの貴族）評議し、便（すなわ）ち之（これ）を殺し、妻子を没入（＝没収）して奴婢と為す」とあることとも対応している、と林紀昭は述べている。また、このケースは吉備下道前津屋の雄略天皇呪詛のような、倭人伝の「重罪」の場合と違って、窃盗罪に当たる「軽罪」であるのだが、相手が天皇・皇后・皇族であるため、王権に対する侮辱や不敬をともなっていると、伊藤清司は述べている。